# Стрілка-дівчина
Стрілка-дівчина (Coenagrion puella) — вид бабок родини стрілкових (Coenagrionidae).

## Поширення
Вид поширений в Європі, Північній Африці, Західній та Середній Азії на схід до західної Монголії.

## Опис
Довжина черевця 23-31 мм, крила 16-24 мм. Тіло у самців блакитного забарвлення з чорними плямами, у самиць — зеленувате, рідше блакитно-сіре, з широкими чорними плямами на дорсальній поверхні черевця. Задній край передньоспинки з трьома різко відокремленими лопатями. Очі великі, округлі, злегка опуклі з зовнішньої сторони голови. Антени 7-членникові, 4-6 членики майже рівні за довжиною, 7-й найдовший.